# Sergač
Sergač (rusky Сергач) je město v Nižněnovgorodské oblasti v Ruské federaci. Při sčítání lidu v roce 2010 měl přes jednadvacet tisíc obyvatel.

## Poloha a doprava
Sergač leží na řece Pjaně, levém přítoku Sury v povodí Volhy. Od Nižního Novgorodu je vzdálen přibližně 150 kilometrů jihovýchodně.
Přes město vede železniční trať z Moskvy přes Arzamas do Kazaně.

## Dějiny
První zmínka o obci Sergač je z roku 1649, ale už v roce 1618 byla v nižněnovgorodských záznamech zmíněna vesnice Sergajevskaja. Název by mohl být odvozen od jména Serga, mordvinské varianty ruského jména Sergej.
Městem je Sergač od roku 1779.
Od roku 1918 je město připojeno k železniční síti.